# Love Dive
Love Dive — второй сингл-альбом южнокорейской гёрл-группы IVE. Был выпущен 5 апреля 2022 года лейблом Starship Entertainment и был распространен Kakao M. Альбом содержит два трека, включая одноименный ведущий сингл.

## Предпосылки и релиз
15 марта 2022 года Starship Entertainment объявили, что 5 апреля Ive выпустят свой второй сингл-альбом под названием Love Dive. Три дня спустя был опубликован трек-лист с одноименным ведущим синглом. 21 марта был выпущен рекламный ролик под названием «Дорогой Купидон». 4 апреля был выпущен тизер музыкального клип. Нарезка песен с альбома был выпущен в тот же день.

## Композиции
Заглавная песня - это «мрачная современная» поп-песня с «захватывающим припевом и перкуссионным звуком», а также лирикой, изображающей «современную интерпретацию Купидона новой эры, планирующего блистать на сцене». Второй трек «Royal» был описан как танцевальную поп-песню, которая выражает красочное и утонченное очарование Ive, с заводной и басовой линией в стиле фанки-хаус, «которая создает ощущение подиума на показе мод, и плавным и проникновенным синт-звуком, который доставит вам элегантную и интенсивную энергию». Участницы Гаыль и Рэй участвовали в создании рэпа.

## Коммерческий успех
Он дебютировал на вершине еженедельного чарта альбомов Gaon, а также возглавил ежемесячный чарт Gaon за апрель 2022 года, продав за этот месяц 544 339 копий.

## Список треков
| №                   | Название            | Текст песни                      | Музыка                                                | Аранжировка              | Длительность |
| ------------------- | ------------------- | -------------------------------- | ----------------------------------------------------- | ------------------------ | ------------ |
| 1.                  | «Love Dive»         | Со Чжи Ын                        | София Бреннан Элла Кэмпбелл Ник Хан                   | Ник Хан                  | 2:57         |
| 2.                  | «Royal»             | Ли Су Ран Rick Bridges Рэй Гаыль | Джейми Паркер Вилли Уикс Паулина Серрилла Кайлер Нико | Джейми Паркер Вилли Уикс | 3:26         |
| Общая длительность: | Общая длительность: | Общая длительность:              | Общая длительность:                                   | Общая длительность:      | 6:23         |

## Чарты

### Еженедельный чарт
| Чарты (2022)            | Высшая позиция |
| ----------------------- | -------------- |
| Республика Корея (Gaon) | 1              |

### Ежемесячный чарт
| Чарт (2022)             | Высшая позиция |
| ----------------------- | -------------- |
| Республика Корея (Gaon) | 1              |

## Сертификация и продажи
| Регион                  | Сертификация | Продажи |
| ----------------------- | ------------ | ------- |
| Республика Корея (KMCA) | Миллионный   | 975,958 |

## История релиза
| Регион           | Дата               | Формат                        | Лейбл            |
| ---------------- | ------------------ | ----------------------------- | ---------------- |
| Республика Корея | 5 апреля 2022 года | Компакт-диск                  | Starship Kakao M |
| Мир              | 5 апреля 2022 года | Цифровая дистрибуция Стриминг | Starship Kakao M |